# Pentina grandaeva
Pentina grandaeva är en fjärilsart som beskrevs av Paul E. Whalley 1976. Pentina grandaeva ingår i släktet Pentina och familjen Thyrididae. Inga underarter finns listade i Catalogue of Life.